# Янтарный замок
«Янта́рный за́мок» — рисованный мультипликационный фильм, снятый режиссёром Александрой Снежко-Блоцкой в 1959 году, экранизация литовской легенды «Юрате и Каститис».

## Сюжет
Сюжет сказки близок к былине о Садко. Молодой рыбак Каститис отправился в море, чтобы поймать рыбы на жертву богу Перкунасу. В море он повстречал морскую царевну Юрате, формальную невесту Перкунаса. За попытку прикоснуться к ней Перкунас молниями потопил лодку рыбака. Юрате спасла Каститиса и приютила его в своём подводном янтарном дворце, где рыбак танцевал с ней и развлекал её игрой на дудочке. Тем временем мать Каститиса горевала на берегу.
Придворная меч-рыба, которую Юрате звала нянькой, из страха перед Перкунасом решила погубить рыбака и рассказала ему о матери. Каститис поспешил домой, но морской рак по наущению меч-рыбы завёз его в глубины океана и попытался убить. Юрате услышала об этом от верной рыбки и снова спасла возлюбленного. Она согласилась уйти с ним на землю и стать смертной. Разгневанный Перкунас разрушил её янтарный дворец и убил молнией саму Юрате. С тех пор море выбрасывает на берег куски янтаря.

## Отличия от легенды
- В мультфильме Юрате погибает, защищая Каститиса, тогда как в легенде Перкунасу удаётся убить главного героя, а Юрате он приковывает к развалинам янтарного замка[2][3].
- В легенде у Юрате была свита русалок, а в фильме ей прислуживают рыбы и прочие морские обитатели[2].

## Создатели
| Сценарий                   | Регина Янушкевич |
| Режиссёр                   | Александра Снежко-Блоцкая |
| Композитор                 | Юлюс Юзелюнас |
| Художник-постановщик       | Гражина Брашишките |
| Художник                   | Борис Корнеев |
| Художники-мультипликаторы: | Николай Фёдоров, Константин Чикин, Татьяна Фёдорова, Елена Вершинина, Елизавета Комова, Владимир Арбеков, Владимир Пекарь, Вячеслав Котёночкин, Владимир Попов, Татьяна Таранович, Владимир Крумин, Лидия Резцова, Борис Чани, Вера Харитонова, Борис Бутаков, Галина Золотовская, Виктор Лихачёв, Василий Рябчиков |
| Художники-декораторы       | Ирина Светлица, Вера Валерианова |
| Оператор                   | Екатерина Ризо |
| Звукооператор              | Борис Фильчиков |
| Редактор                   | Зинаида Павлова |
| Ассистенты режиссёра       | Е. Туранова, М. Русанова |
| Роли озвучивали:           | Алексей Консовский (Каститис), Маргарита Куприянова (Юрате), Владимир Ершов (Перкунас), Ирина Гошева (мать Каститиса), Татьяна Струкова (меч-рыба), Галина Иванова (рыбка) |